# 19e étape du Tour d'Italie 2005
La 19e étape du Tour d'Italie 2005 s'est déroulée entre Savillan et Sestrières sur 190 km. Il s'agissait de la dernière étape de montagne de ce Tour d'Italie. C'est le Vénézuélien José Rujano qui l'emporte après une échappée en compagnie de Gilberto Simoni et Danilo Di Luca. Durant cette étape de haute montagne le leader de la course, Paolo Savoldelli, fut grandement attaqué par ses poursuivants au classement général. Celui-ci, bien qu'arrivant 7e à 1 min 55 s, a pu conserver son maillot rose pour une poignée de secondes.

## Classement de l'étape
| Classement |                    |
| --- | ------------------ |
| \| 1. José Rujano Venezuela \| en 5 h 49 min 30 s \| \| 2. Gilberto Simoni Italie \| 26 s \| \| 3. Danilo Di Luca Italie \| 1 min 37 s \| \| 4. Juan Manuel Gárate Espagne \| 1 min 53 s \| \| 5. Wim Van Huffel Belgique \| 1 min 55 s \| \| 6. Serhiy Honchar Ukraine \| m.t. \| \| 7. Paolo Savoldelli Italie \| m.t. \| \| 8. Tadej Valjavec Slovénie \| m.t. \| \| 9. Mauricio Ardila Colombie \| 2 min 38 s \| \| 10. Emanuele Sella Italie \| 5 min 06 s \| |                    |
| 1. José Rujano Venezuela | en 5 h 49 min 30 s |
| 2. Gilberto Simoni Italie | 26 s               |
| 3. Danilo Di Luca Italie | 1 min 37 s         |
| 4. Juan Manuel Gárate Espagne | 1 min 53 s         |
| 5. Wim Van Huffel Belgique | 1 min 55 s         |
| 6. Serhiy Honchar Ukraine | m.t.               |
| 7. Paolo Savoldelli Italie | m.t.               |
| 8. Tadej Valjavec Slovénie | m.t.               |
| 9. Mauricio Ardila Colombie | 2 min 38 s         |
| 10. Emanuele Sella Italie | 5 min 06 s         |

Leader du classement général : Paolo Savoldelli  Italie
| 18e étape        | 19e étape | 20e étape      |
| ---------------- | --------- | -------------- |
| Étape précédente |           | Étape suivante |